# Isocladiella surcularis
Isocladiella surcularis là một loài Rêu trong họ Plagiotheciaceae. Loài này được (Dixon) B.C. Tan & Mohamed miêu tả khoa học đầu tiên năm 1990.